# 圣波洛-德伊卡瓦列里
圣波洛德伊卡瓦列里（義大利語：San Polo dei Cavalieri），是意大利罗马首都广域市的一个市镇。总面积42.73平方公里，人口2897人，人口密度67.8人/平方公里（2009年）。ISTAT代码为058096。